# Brothers in Arms: Hell's Highway
Brothers in Arms: Hell's Highway är ett förstapersonsskjutarspel utvecklat av Gearbox Software och utgivet av Ubisoft till Playstation 3, Xbox 360 och Windows 2008. Det är en uppföljare till Brothers in Arms: Road to Hill 30 och utspelar sig under Operation Market Garden.

## Handling
Spelarens figur är Matt Baker som medverkande i en fallskärmssektion av 101:a luftburna divisionen i föregångaren. Matt Baker ser sina kamrater som dog ute i fältet, särskilt en viss person som heter Kevin Legget. Legget var ute på ett uppdrag i Road to Hill 30 med sina två kamrater Allen och Garnett, dessa två var bra vänner med varandra, men plötsligt blir de anfallna av en tysk patrull, och Allen och Garnett blir nedskjutna. Kevin Legget tar åt sig för detta. I Hell's Highway får man reda på vad som verkligen hände när Allen och Garnett blev dödade.
1. ↑  Steam, 12 september 2003, Steam-ID: 15390, läst: 31 mars 2022.[källa från Wikidata]